# Priscopedatus
Priscopedatus is een geslacht van uitgestorven zeekomkommers die leefden in het Trias, in het huidige Polen.

## Soorten
- Priscopedatus pyramidalis Schlumberger, 1890 † (typesoort)
- Priscopedatus normani Schlumberger, 1890 †
- Priscopedatus triassicus Mostler, 1968 †
- Priscopedatus mostleri Stefanov, 1970 †
- Priscopedatus elliptiferus Zawidzka, 1971 †